# António de Vasconcelos de Faria Pereira Coutinho
António de Vasconcelos de Faria Pereira Coutinho (bap. Oliveira do Hospital, Oliveira do Hospital, 25 de Maio de 1818 - ?) foi um magistrado e político português.

## Biografia
Senhor da Quinta do Cobieiro, da Quinta do Bicanho e da Quinta do Arieiro.
Bacharel em Direito pela Faculdade de Direito da Universidade de Coimbra, Desembargador da Relação de Lisboa, etc, Par do Reino, Conselheiro de Sua Majestade Fidelíssima.

## Casamento e descendência
Casou com Ana de Macedo, com geração feminina. Foi tetravô de António Lobo Xavier.